# Antillophos brigitteae
Antillophos brigitteae is een soort in de klasse van de Gastropoda (Slakken).
Het dier komt uit het geslacht Antillophos en behoort tot de familie Buccinidae. Antillophos brigitteae werd in 2009 beschreven door Stahlschmidt & Fraussen.